# Leberecht von Klitzing (Politiker, 1822)
Leberecht Friedrich Karl Hermann von Klitzing, auch Lebrecht von Klitzing (* 18. Dezember 1822 in Demerthin, Kreis Ostprignitz; † 11. Januar 1899 in Dziembowo, Kreis Kolmar i. Posen), war ein deutscher Rittergutsbesitzer und Politiker sowie von 1874 bis 1877 Mitglied des Deutschen Reichstags.

## Leben
Leberecht von Klitzing stammte aus dem mittelmärkischen Adelsgeschlecht Klitzing und war der Sohn des Gutsbesitzers und Ritterschaftsrates Ludwig von Klitzing (1786–1867) und dessen Gemahlin Agnes, geborene Bennecke (1792–1871). Er besuchte das Köllnische Gymnasium in Berlin, studierte Rechtswissenschaften in Bonn und Berlin und widmete sich anschließend der Landwirtschaft. Er besaß zunächst das Gut Demerthin im Kreis Ostprignitz, dann Roznowo im Kreis Obornik (bis 1883) und Rörchen im Kreis Greifenhagen, schließlich Dziembowo im Kreis Kolmar i. Posen.
Er war Mitglied des Provinziallandtags der Provinz Posen, des Provinzial-Synodal-Vorstands und Rechtsritter des Johanniterordens. Von 1874 bis 1877 war er Mitglied des Deutschen Reichstags für den Wahlkreis Bromberg 1 (Czarnikau–Filehne) und die Konservative Partei.

## Familie
Leberecht von Klitzing hatte sich am 13. Mai 1845 in Charlottenhof mit Agnes von Klitzing (1823–1849) verheiratet. Nach ihrem frühen Tod heiratete er am 13. Mai 1856 in Badingen Gertrud von Rundstedt, verwitwete von Klitzing (1829–1906). Aus der zweiten Ehe gingen folgende Kinder hervor:
- Werner (1857–1901)

⚭ 1889 Agnes von Gerdorff (1870–1896)
⚭ 1899 Adda von Rohr (1876–1956)
- Lebrecht (1859–1933)

⚭ 1908 Maria Olschewski (1863–1909)
⚭ 1913 Maria Zieglerski (* 1868)
- Gisbert (1860–1911) ⚭ Matha Chales de Beaulieu (1868–1947)
- Bogislaw (1861–1942), Landrat des Kreises Obornik und Generallandschaftsdirektor der Provinz Posen, ⚭ 1893 Regine von Rosenstiel (1866–1943)
- Ehrengard (* 1863) ⚭ 1883 Albrecht Freiherr von Maltzahn († 1900)